# 江原春義
江原 春義（えばら はるよし）は、日本の社会起業家。妻は元女優の早乙女愛。

## 人物
NPO法人「R水素ネットワーク」代表理事。同NPOは、地産地消の再生可能エネルギーを提唱する団体である。地域内でエネルギーが循環する仕組みにより、今後頻発すると予測される気候変動や地震などの災害時に、最も大切な命を守るための備えにもつながると主張している。

## 経歴
- 気候変動などの地球環境問題の危機的な現状を知り、新しい人生にチャレンジしはじめる。
- 2009年：NPO法人「R水素ネットワーク」を設立。   ※NPOは現在は長期休業中